# Tasmarubrius
Genre
Tasmarubrius est un genre d'araignées aranéomorphes de la famille des Macrobunidae.

## Distribution
Les espèces de ce genre sont endémiques de Tasmanie en Australie.

## Liste des espèces
Selon World Spider Catalog (version 25.0, 10/03/2024) :
- Tasmarubrius hickmani Davies, 1998
- Tasmarubrius milvinus (Simon, 1903)
- Tasmarubrius pioneer Davies, 1998
- Tasmarubrius tarraleah Davies, 1998
- Tasmarubrius truncus Davies, 1998

## Systématique et taxinomie
Ce genre a été décrit par Davies en 1998 dans les Amaurobiidae. Il est placé dans les Amphinectidae par Davies en 2002, dans les Amaurobiidae par Wheeler et al. en 2017 puis dans les Macrobunidae par Gorneau, Crews, Cala-Riquelme, Montana, Spagna, Ballarin, Almeida-Silva et Esposito en 2023.

## Publication originale
- Davies, 1998 : « A redescription and renaming of the Tasmanian spider Amphinecta milvina (Simon, 1903), with descriptions of four new species (Araneae: Amaurobioidea: Amaurobiidae). » Proceedings of the 17th European Colloquium of Arachnology, Edinburgh 1997. Edinburgh, p. 67-82 (texte intégral).